# Душан Вуксан (дизајнер)
Душан Вуксан (Београд, 27. октобар 1948) српски је дизајнер, педагог и редовни професор на Факултету примењених уметности и дизајна у Београду, његова ужа уметничка област је индустријски дизајн а предмет основе дизајна и индустријски дизајн. Ради на Факултету примењених уметности од 1992. године.

## Образовање
Дипломирао 1977. на Високој школи за примењену уметност, Касел, Немачка. Диплома је нострификована 1978. на Факултету примењених уметности у Београду.

## Педагошки рад и чланство у значајним удржењима
Од 1992. запослен на Факултету примењених уметности Београд у звању доцента на одсеку индустријског дизајна. Године 1998. изабран у звање ванредног професора, а 2004. изабран у звање редовног професора за област индустријски дизајн.
Члан УЛУПУДС-а од 1979. год. Излаже од 1978. год. и учествује у раду многобројних жирија за индустријски дизајн и организације промоције струке. Присутан на домаћим и међународним стручним скуповима. Био члан редакције часописа Индустријско обликовање 1983. год. Уредник за индустријски дизајн у часопису Kvadart  1994. год. Члан редакције часописа „Уникат“ 2005. год. У периоду 1994—1996. шеф одсека Индустријски дизајн; Године 2003– 2004. председник Савета Факултета примењених уметности. Ментор кандидата на последипломским студијама. Члан организационог одбора првог евро-регионалног скупа индустријских дизајнера у Србији који је окупио 155 учесника из 12 земаља – другу »Danubius Design« " конференцију, 5–8. октобар 2005. год, као и аутор и модератор радионице »Технологија и стил живота« у којој су учествовали студенти из 7 земаља.

## Пројекти и награде
- 2005. Систем линијске расвете, BUCK Београд
- 2004. Ергономски аспекти кабине багера БГХ 250 НЛЦ - пројекат: »Развој нове генерације грађевинских машина«. Реализатори: Институт ИМК 14. октобар, Крушевац, Машински факултет Ниш и ФПУ Београд. Партиципант: ИМК 14. октобар АД, Крушевац. Пројекат финансирало МНТР Републике Србије; 2002– 2005. год.
- 2001. ПЛЦ »Bluее Еуе«, Информатика, Београд; Награда Привредне коморе Војводине; Награда Привредне коморе Београд; Награда на 34 Мајској изложби; Годишња награда УЛУПУДСа;
- 1998. Играчке камион и сет главоломки за фирму БАДА Београд; Награда Добра играчка
- 1998. Играчке камион и сет главоломки за фирму БАДА Београд; Награда Добра играчка
- 1990. ИНФО 73 МИНИ ПЛЦ (ДП Информатика, Београд); Златна плакета и Диплома Привредне коморе Југославије
- 1989. ПЛЦ ИНФО 73 (ДП Информатика, Београд); Награда Привредне коморе Београд и Плакета УЛУПУДС за дизајн на Међународном сајму технике у Београду
- 1986. Тастатура за НЦ ПРОГ (Фабрика ИЛР Београд), Плакета УЛУПУДС за дизајн на Међународном сајму технике у Београду
- 1986. Уређај за хлађење срца приликом кардиоваскуларних операција; ИЛР Београд, за Кардиоваскуларну клинику у Београду
- 1980. Слагалица од једнаких делова; Откуп Музеја Примењених уметности са 21, Октобарског салона
- 1980. Столица за спастичаре за рехабилитациони центар Hesichlichtenau , Плакета УЛУПУДС за дизајн, 12. мајска изложба

## Тренутно учешће на пројектима
- Систем расвете у ентеријеру; BUCK, Београд
- ТЕМПУС пројекат:»Joint European Project 2005 JEP N. 40069« Multidisciplinary Studies of Design in Mechanical Ingenering

Бави се пројектовањем високосеријских производа, а пројекти су му реализовани у серијској производњи за домаћа и страна тржишта. Бави се и малосеријским производима који су везани за потребе хендикепираних особа и рехабилитацију.